# Santo Domingo (Nicaragua)
Santo Domingo es un municipio del departamento de Chontales en la República de Nicaragua.

## Geografía
Santo Domingo se encuentra ubicado a una distancia de 53 kilómetros de la ciudad de Juigalpa, y a 190 kilómetros de la capital de Managua.

### Límites
Los límites del municipio son: al norte con el municipio de La Libertad, al sur con los municipios de Santo Tomás y San Pedro de Lóvago, al este con el municipio de El Ayote y al oeste con el municipio de La Libertad.
- Altitud: 524 m s. n. m.
- Superficie: 681.7 km²
- Latitud: 12° 16′ 0″ N
- Longitud: 85° 4′ 60″ O.

### Ubicación
El municipio de Santo Domingo, está ubicado en la parte noreste del departamento de Chontales, entre la cordillera de Amerrisque y los llanos descendientes hacia la Costa Caribe.

## Historia
Las riquezas arqueológicas cuyos vestigios están esparcidos en el municipio y las abundantes denominaciones indígenas (toponimias), indican que su población autóctona es de origen Sumo-Caribe, quienes mantenían pugnas con los chontales. 
Son comunes los nombres de comarcas, comunidades, ríos, valles y montañas relacionados con la cultura Sumo-Caribe: río Artiguas, cerro Banadí, Bulúm, Kuscuás, Kurinwás, río Siquia, Tapalwás, río Timulí, río Tawa, etc.
El municipio de Santo Domingo tuvo como embrión urbano los campamentos de los trabajadores del "Mineral de Santo Domingo", que tuvieron su mayor auge en la década de 1870 a 1880. Los primeros pobladores fueron indígenas provenientes de la región de "Las Segovias" (actuales Estelí, Madriz y Nueva Segovia), que llegaron a trabajar como mineros en 1872.
El caserío del Mineral fue fundado al oriente de la comarca "El Pital", en las inmediaciones de la corriente del río Artiguas (nombre indígena), llamado hoy río de Santo Domingo. Los ranchos de paja y madera bordeaban ambos lados del río. 
En 1913, el pequeño caserío o Valle de Santo Domingo era una comarca del municipio de La Libertad. Ese año por decreto legislativo del 17 de marzo de 1913, el Congreso Nacional declaró lo siguiente:
"Se eleva a la categoría de Pueblo el valle de Santo Domingo, del departamento de Chontales."
El 4 de octubre de 1951, por ley legislativa publicada en "La Gaceta" Diario Oficial del 17 de dicho mes, se  elevó el Pueblo de Santo Domingo a la categoría de Ciudad.

## Demografía
Santo Domingo tiene una población actual de 14,460 habitantes. De la población total, el 49.6% son hombres y el 50.4% son mujeres. Casi el 44.6% de la población vive en la zona urbana.

## División administrativa
El municipio está subdividido en 14 barrios en su casco urbano, 17 comarcas y 2 comunidades en la zona rural.
Su figura urbana es alargada; con dos avenidas  principales y 22 calles que trazan la ciudad en donde reside el 35% de su población. El 65% restante se distribuye en la zona rural.

## Clima
El municipio se encuentra enmarcado en un clima tropical de sabana, con una temperatura media de 25 a 27 °C.
La precipitación anual está entre los 620 a 1650 mm, con  una humedad relativa del 71 al 80%, con vientos predominantes del noreste, a una velocidad de 2,2 a 3,6 m/s.

## Economía

### Actividad económica
Entre las actividades económicas principales destacan:
- La minería en la extracción de oro.
- La ganadería extensiva (vacuno y caballar).
- La producción de leche y derivados lácteos como el queso y la crema.
- La agricultura con cultivos de maíz, frijol, arroz, café y bananos.

Su producción ganadera y su tradición minera, caracterizan su semejanza con el vecino municipio de La Libertad.

## Religión
El credo religioso predominante es el cristianismo católico seguido por el cristianismo protestante de tipo evangélico.
Contrario a lo que su nombre podría parecer, la principal fiesta patronal del municipio está dedicada a La Santa Cruz, cuya fecha de celebración es el 3 de mayo. 
Otras fiestas tradicionales están dedicadas a Santo Domingo de Guzmán, el 8 de agosto; y a Santa Bárbara, el 4 de diciembre.
Las actividades para celebrar dichas fiestas, consisten en alboradas, actos religiosos, vigilias, corridas de toros y fiestas danzantes populares.